# Infinite Arms
Albums de Band of Horses
Cease to Begin
(2007) Mirage Rock
(2012)
Infinite Arms est le 3e album du groupe Band of Horses,,.

## Liste des titres
| No  | Titre               | Durée |
| --- | ------------------- | ----- |
| 1.  | Factory             |       |
| 2.  | Compliments         |       |
| 3.  | Laredo              |       |
| 4.  | Blue Beard          |       |
| 5.  | On My Way Back Home |       |
| 6.  | Infinite Arms       |       |
| 7.  | Dilly               |       |
| 8.  | Evening Kitchen     |       |
| 9.  | Older               |       |
| 10. | For Annabelle       |       |
| 11. | NW Apt.             |       |
| 12. | Neighbor            |       |